# Đianpi Van
Đianpi Van (kineski: 健脾丸) je crno-smeđa pilula koja se koristi u tradicionalnoj kineskoj medicini da bi „ojačala funkciju slezine i poboljšala apetit“.   Poznata je kao „pilula za okrepljivanje slezine“.

## Opšte informacije
Đianpi Van tableta ima blago slatkast i gorak ukus. Vezivno sredstvo je med, a svaka pilula teži oko 9 grama. Позната је i као „Пилула за окрепљивање слезине“.
Koristi se u stawima u kojima postoji „slabost slezine i želuca praćena epigastričnom i trbušnom distenzijom, anoreksijom i rastresitim crevima“.
Originalna formula je u Kini prvi put objavljena 1602. godine u „Standardu za dijagnozu i lečenje“ (證治準繩 Zhèngzhì Zhǔnshéng) autora  Wáng Kěntáng (王肯堂).

## Klasična kineska biljna formula
| Naziv                                                | Kineski (S) | Grama |
| ---------------------------------------------------- | ----------- | ----- |
| Radix Codonopsis                                     | 党参        | 200   |
| Rhizoma Atractylodis Macrocephalae (mešano - pečeno) | 白术 (炒)   | 300   |
| Pericarpium Citri Reticulatae                        | 陈皮        | 200   |
| Fructus Aurantii Immaturus (mešano - pečeno)         | 枳实 (炒)   | 200   |
| Fructus Crataegi (mešano - pečeno)                   | 山楂 (炒)   | 150   |
| Fructus Hordei Germinatus (mešano - pečeno)          | 麦芽 (炒)   | 200   |

## Tumačenje dejstva leka u TKM
Slezina može da bude prazna ili slaba, zbog preteranog umora, nemira, prekomernog konzumiranja slatkog i hladnog, kao i preteranog konzumiranja svežih namirnica i napitaka. Kada slezina oslabi, usporavaju se njene funkcije prenosa i transformisanja.
Ova tradicionalna mešavina prema zagovornicima tradicionalne kineske medicina promoviše Pi i ČI (energiju slezine), koju tradicionalisti u slobodnom smislu shvataju kao sinonim za varenje. Iako ovo shvatanje ne odgovara tačno anatomskoj ulozi slezini koja se nalazi u gornjem levom delu stomaka, za  Kineze je slezina ta koja hranu pretvara u Či (energiju) i Ksue (krv), i potom je koristi kao gorivo našeg organizma.
Ako su funkcije slezine izmenjene narušena je  normalna proizvodnja Či energije ili goriva u organizmu. 
Drugi problem je sa oštećenom Pi  energijom (slezine)   što stvara previše vlage.  U takvim stanjima u slezini dolazi do nagomilavanja vlažnosti, koja se naziva patološkom ili nezdravom vlažnošću. Pri tom, nagomilana vlažnost negativno deluje na Jang slezine,  na vatru srednjeg žarišta i začarani krug se zatvara. Slezina postaje suviše slaba da bi mogla da destiluje, izvlači i izlučuje vlažnost iz organizma i vlaga koja se nagomilava, ne dozvoljava slezini da obnovi svoj Či. Tada se ovaj poremećaj manifestuje kao tan (sluz),  ili pojava tečne tople stolice, kao i tendencija ka prekomernoj telesnoj težini zbog akumulacije tečnosti u organizmu

## Suprotstavljeni stavovi i mere opreza
Iako tradicionalnu kinesku medicinu kao drevni medicinski sistem sa jedinstvenom kulturnom pozadinom, u današnje vreme sve više zapadnih zemalja zbog terapijske efikasnosti prihvata, njena sigurnost i jasni farmakološki mehanizmi delovanja još uvek nisu sigurni. Jedan od glavnih razlog za zabrinutost verovatno je interakcija sa propisanim lekovima, posebno onih koji deluju na centralni nervni sistem i kardiovaskularna stanjima, jer su utvrđene interakcije lekova ranije prijavljene danas primenljivije u Kini nego u Evropi
Iako prema važećem zakonodavstvu EU, lekovito bilje ili pečurke nemaju bilo kakvu vrstu lekovitog delovanja, tradicionalna kineska medicina postoji hiljadama godina i manje ili više uspešno leči brojni pacijente biljnim mešavima. 
Kako ne postoje zvanični dokazi da je ovaj lek potvrđen kao uspešan u savremenim na dokazima zasnovanim naučnim studijama, veruje se u zdrav razum pojedinaca koji lek propisuju bolesnicima i onih koji ga koriste u lečenju, da odluko o tome donesu na osnovu dostupnih izvora, od kojih su neki navedeni i na ovoj stranici.

## Spoljašnje veze
|  | Molimo Vas, obratite pažnju na važno upozorenje u vezi sa temama iz oblasti medicine (zdravlja). |